# High Pumping Station
 (juin 2020).
High Pumping Station est une station de pompage historique située dans le Bronx, à New York. Elle a été construite entre 1901 et 1906 et est un bâtiment rectangulaire en brique rouge avec un toit à pignon couvert d'ardoise à forte pente. Elle a été édifiée dans le cadre du complexe Jerome Park Reservoir . 
Il a été inscrit au registre national des lieux historiques en 1983.  

## Voir également
- Liste des monuments désignés de New York dans le Bronx
- Registre national des lieux historiques du comté de Bronx, New York